# Balthasar Suiter
Balthasar Suiter (* vor 1719; † 1753 in Dillingen an der Donau) war ein schwäbischer Stuckateur und Baumeister des Rokoko.

## Laufbahn
Balthasar Suiter, auch Johann Balthasar Suiter oder Seuther, ist ab 1719 nachweisbar. Er war als Baumeister im Raum Schwaben tätig und führte Stuckierungen aus. 1753 starb er in Dillingen an der Donau.

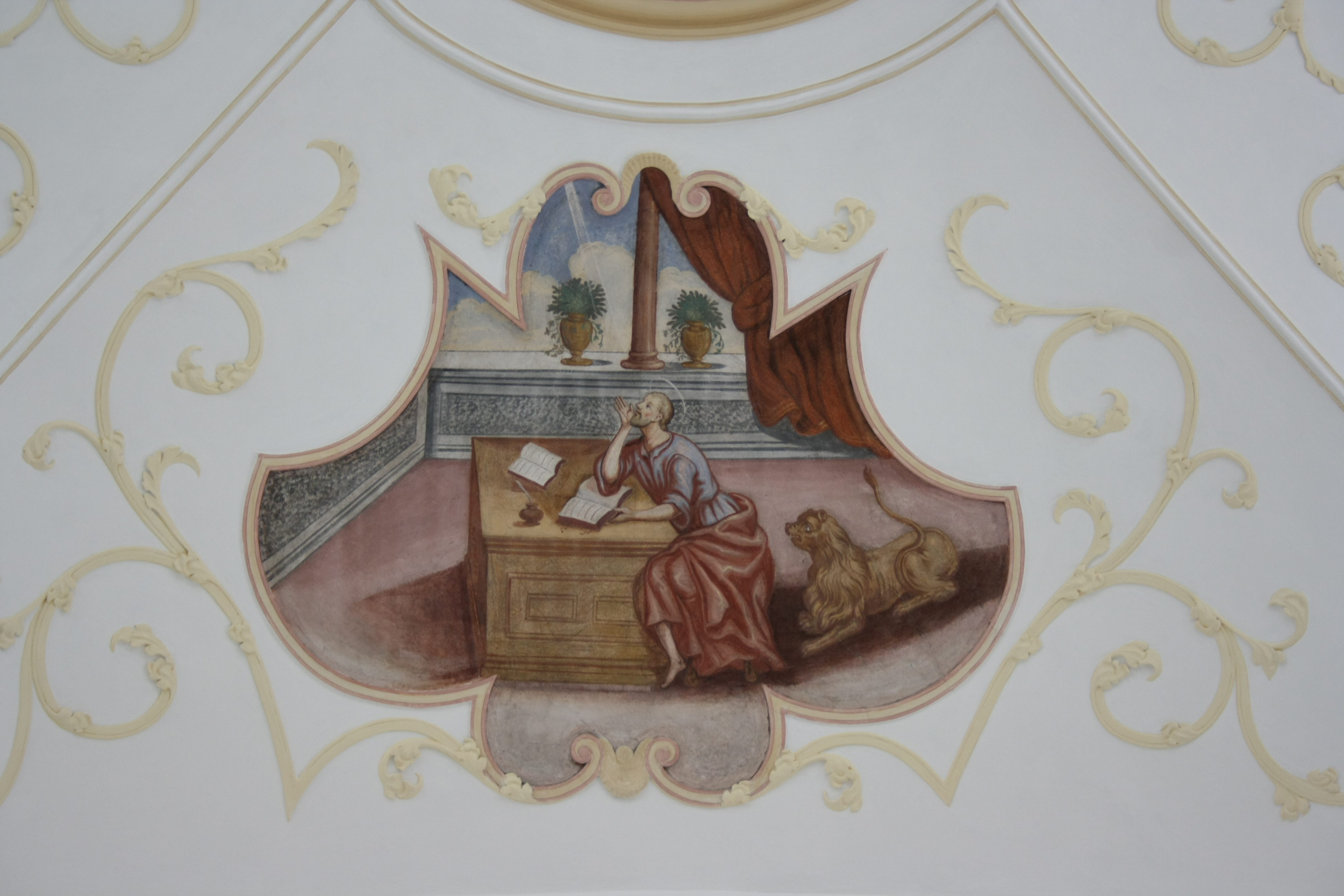
Katholische Pfarrkirche St. Ulrich und Johannes Baptist in Schwenningen

## Werke (Auswahl)
- 1723/24: Katholische Pfarrkirche St. Nikolaus in Bernbeuren, Bandelwerkstuck
- 1724: Katholische Pfarrkirche St. Leonhard in Reutern, Stuckierung und wohl auch Neubau der Kirche
- 1724: Katholische Pfarrkirche St. Michael in Wörleschwang, Stuckierung des Chores
- 1726: Katholische Pfarrkirche St. Sebastian und Katharina in Riedsend, einem Ortsteil von Villenbach, Bandelwerkstuck
- 1727: Katholische Pfarrkirche St. Ulrich und Johannes Baptist in Schwenningen, Bandelwerkstuck
- 1730/32: Katholische Pfarrkirche St. Sixtus in Weisingen, einem Ortsteil von Holzheim, Neubau bzw. Erweiterung der Kirche, Stuckierung von Chor und Langhaus
- 1731: Katholische Wallfahrtskirche St. Leonhard am Ried in Lauingen, Stuckierung
- 1734: Katholische Pfarrkirche Mariä Himmelfahrt in Frauenriedhausen, Umgestaltung
- 1736/38: Katholische Pfarrkirche St. Georg in Aislingen, Umbau und Erweiterung, Stuckierung von Chor und Langhaus
- 1737: Katholische Kapelle Heilig Kreuz in Kühlenthal, Umgestaltung
- 1737: Katholische Pfarrkirche St. Blasius in Vorderburg, einem Ortsteil von Rettenberg, Erhöhung der Chormauern und Neubau des Langhauses
- 1739/40: Katholische Pfarrkirche St. Nikolaus in Binswangen, Stuckierung
- 1742/43: Ulrichskapelle (Schlosskapelle) in Dillingen an der Donau, Barockisierung und Stuckierung
- 1747: Entwurf der Oktogongeschosse des Turmes der Pfarrkirche St. Ulrich und Johannes Baptist in Schwenningen
- 1747/51: Umbau des Schlosses in Oberstotzingen

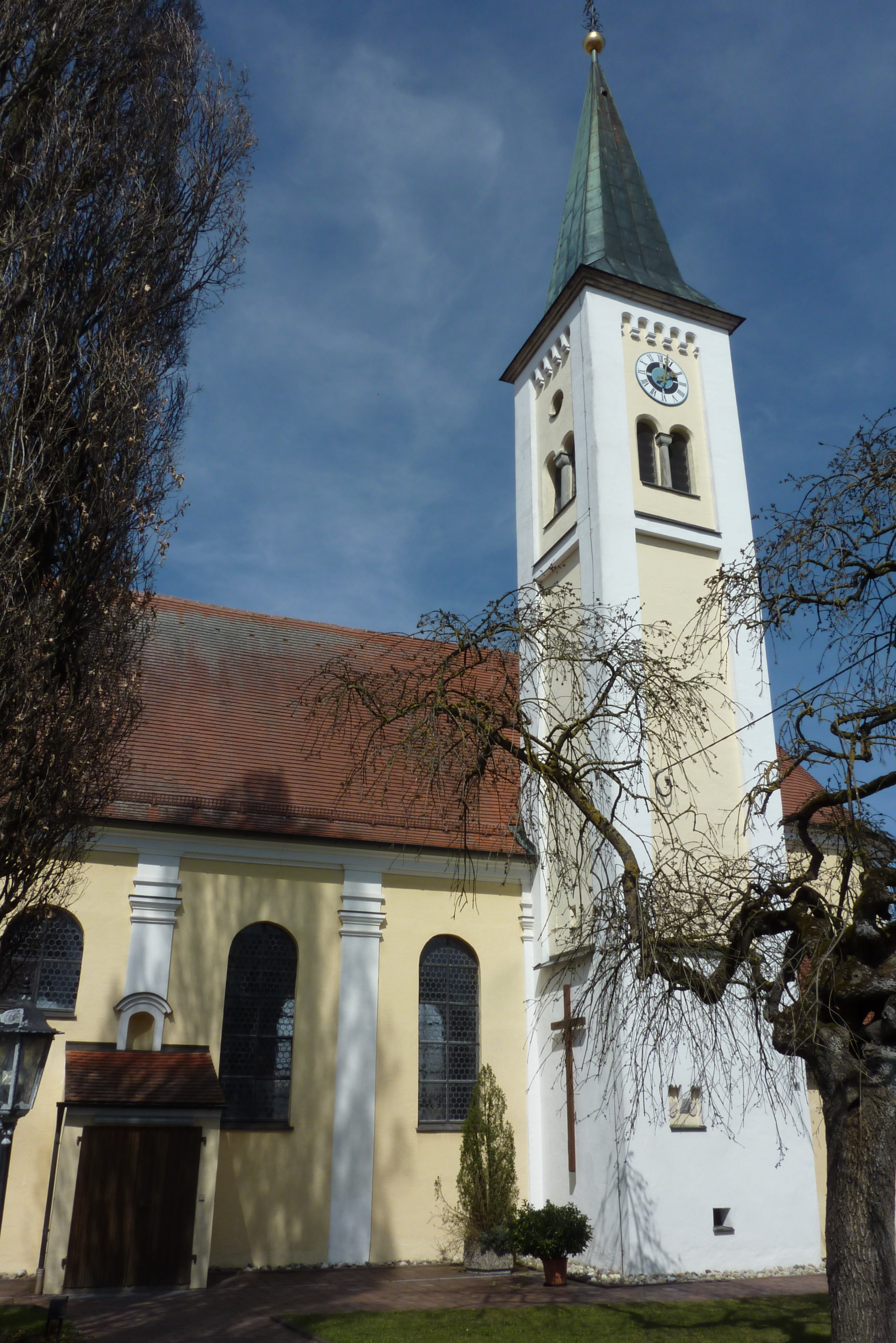
Pfarrkirche St. Sixtus in Weisingen
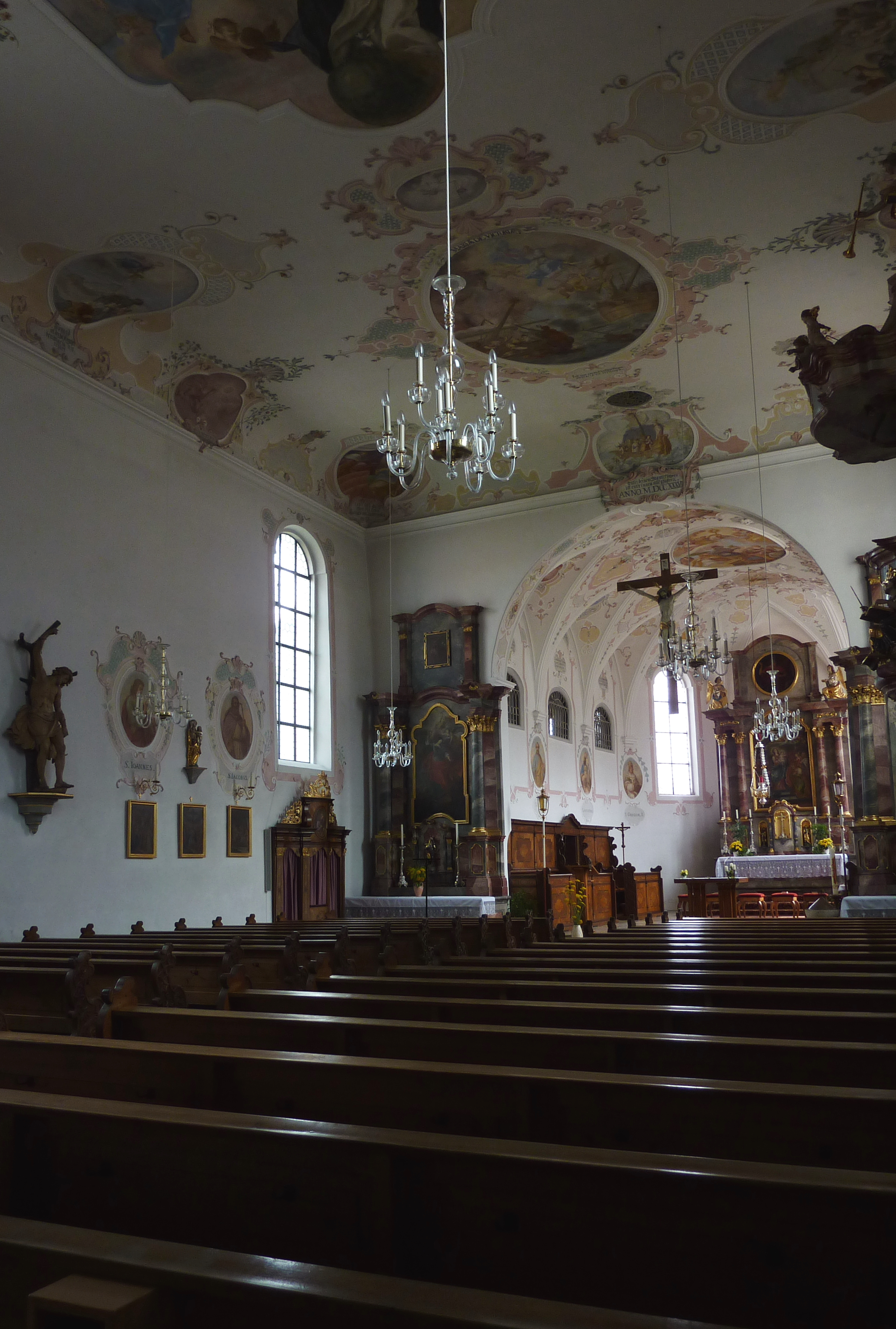
Pfarrkirche St. Georg in Aislingen
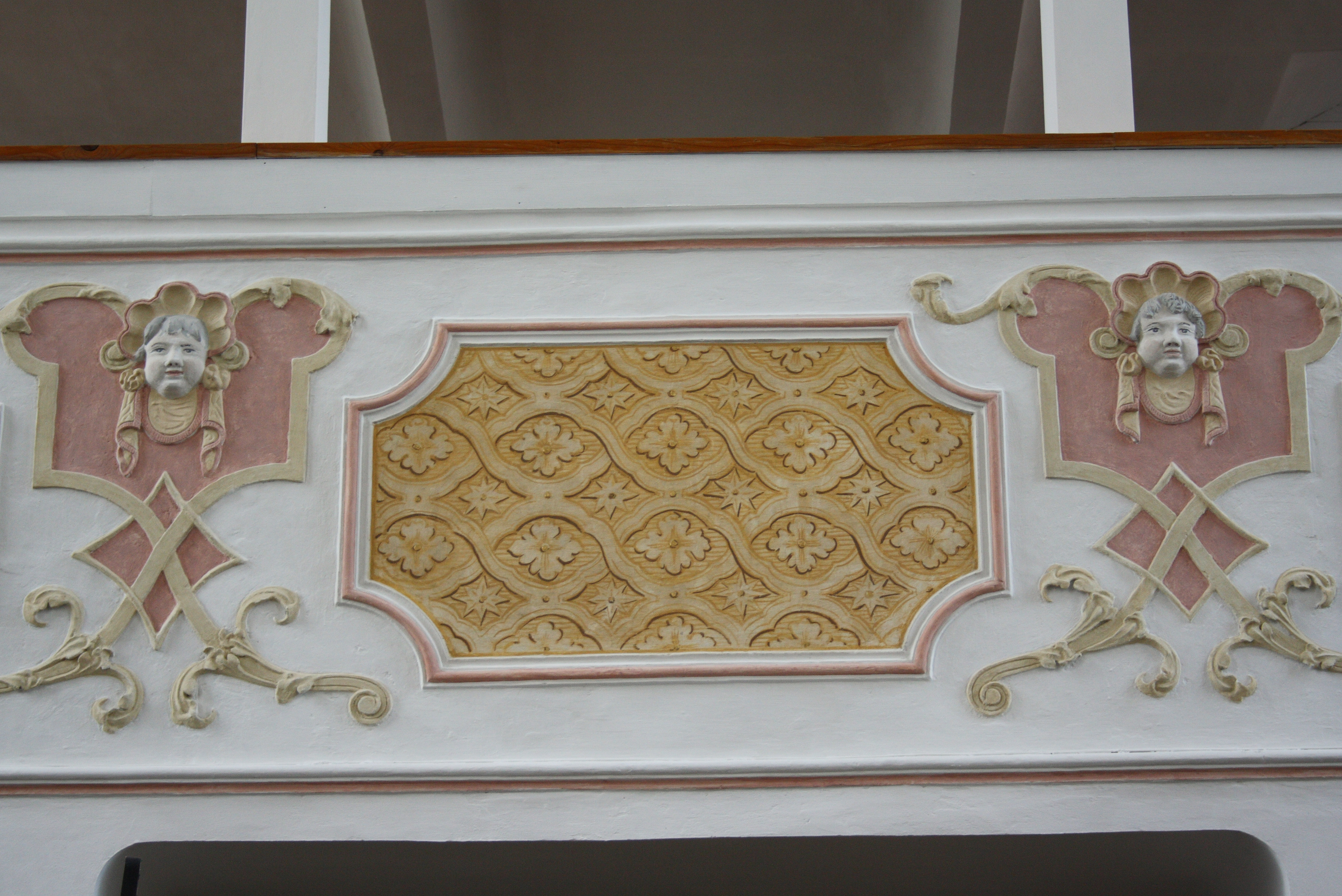
Pfarrkirche St. Ulrich und Johannes Baptist in Schwenningen
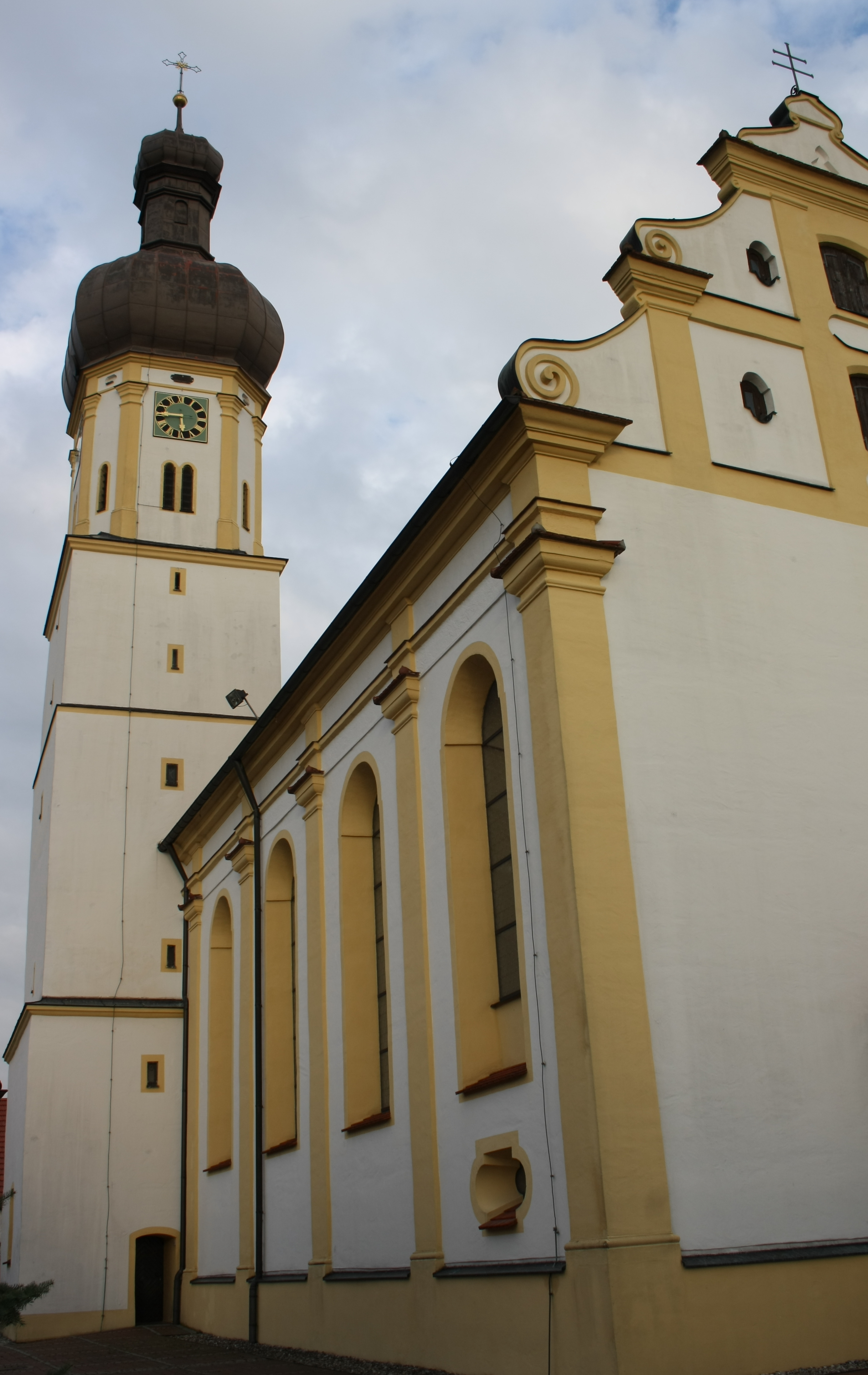
Pfarrkirche St. Ulrich und Johannes Baptist in Schwenningen